# كهف أبو هبان
كهف أبو هبان هو كهف يقع بولاية دماء والطائيين بمحافظة شمال الشرقية في سلطنة عمان. ويبعد عن مركز الولاية 10 كيلو مترًا جهة الشرق، ويتميز بوجود الكثير من التشكيلات الصخرية ذات الألوان المختلفة.